# Squalus
A Squalus a porcos halak osztályába, a tüskéscápa-alakúak (Squaliformes) rendjébe és a tüskéscápafélék családjába tartozó nem.

## Rendszerezésük
A nemet Carl von Linné svéd természettudós írta le 1758-ban, az alábbi fajok tartoznak ide:
- tüskéscápa (Squalus acanthias) ‐ típusfaj
- Squalus acutipinnis Regan, 1908
- Squalus acutirostris Chu, Meng & Li, 1984
- Squalus albifrons Last, White & Stevens, 2007
- Squalus altipinnis Last, White & Stevens, 2007
- Squalus blainville (Risso, 1827)
- Squalus brevirostris Tanaka, 1917
- Squalus bucephalus Last, Séret & Pogonoski, 2007
- Squalus chloroculus Last, White & Motomura, 2007
- Squalus crassispinus Last, Edmunds & Yearsley, 2007
- Squalus cubensis Howell Rivero, 1936
- Squalus edmundsi White, Last & Stevens, 2007
- Squalus formosus White & Iglésias, 2011
- Squalus grahami White, Last & Stevens, 2007
- Squalus griffini Phillipps, 1931
- Squalus hemipinnis White, Last & Yearsley, 2007
- Squalus japonicus Ishikawa, 1908
- Squalus lalannei Baranes, 2003
- Squalus megalops (Macleay, 1881)
- Squalus melanurus Fourmanoir & Rivaton, 1979
- Squalus mitsukurii Jordan & Snyder in Jordan & Fowler, 1903
- Squalus montalbani Whitley, 1931
- Squalus nasutus Last, Marshall & White, 2007
- Squalus notocaudatus Last, White & Stevens, 2007
- Squalus rancureli Fourmanoir & Rivaton, 1979
- Squalus raoulensis Duffy & Last, 2007
- Squalus suckleyi (Girard, 1855)

## Jegyzetek

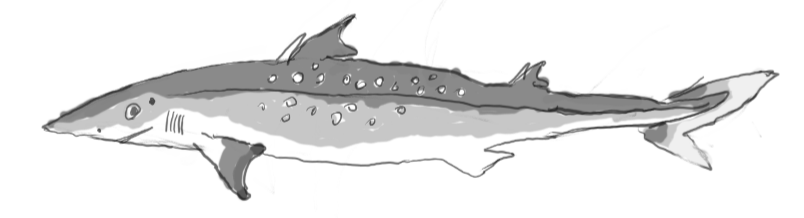
Tüskéscápa